# Synsepalum dulcificum

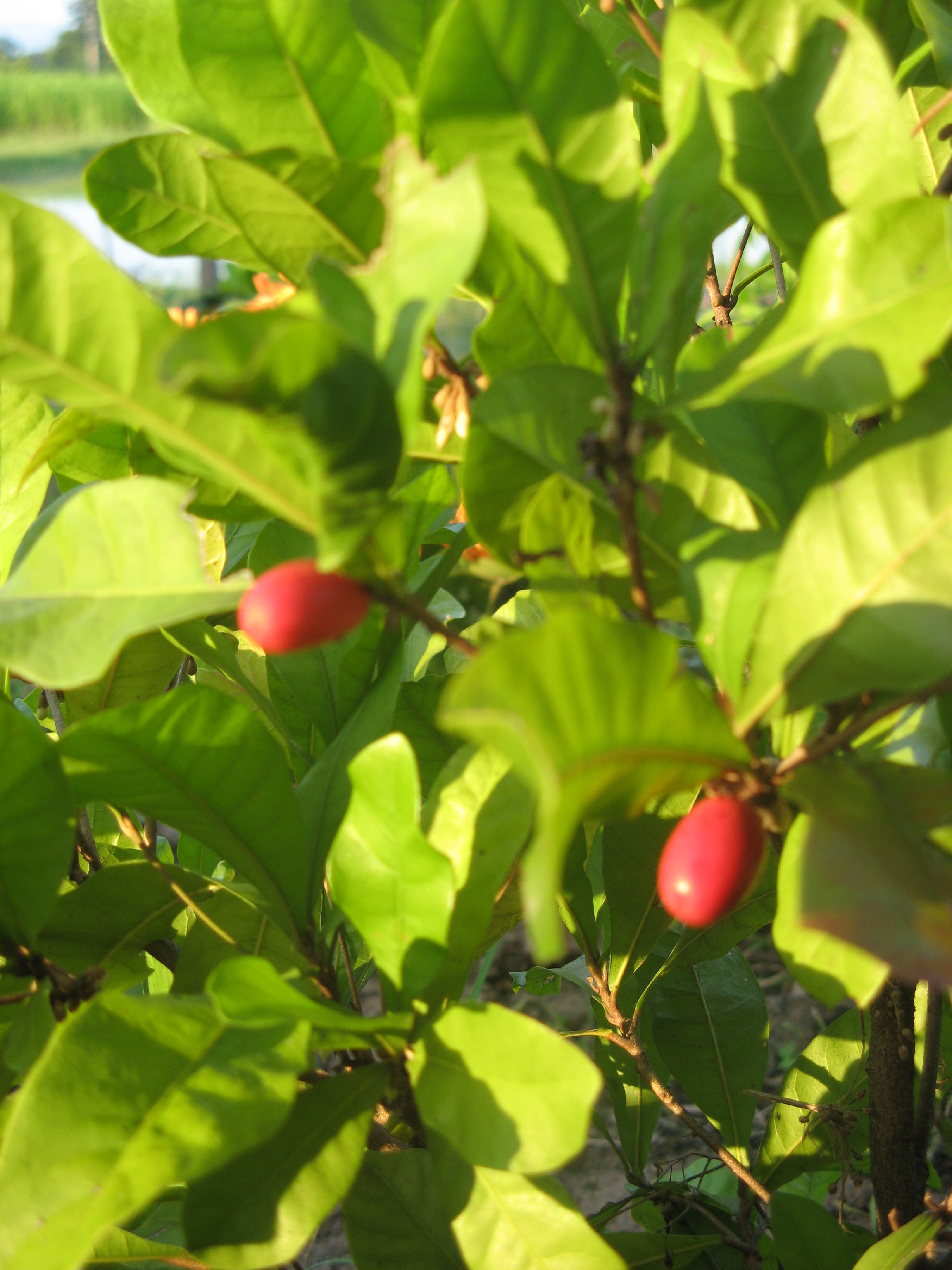
Vista de la planta

Synsepalum dulcificum o Sideroxylon dulcificum es un árbol pequeño o arbusto, tropical, de la familia Sapotaceae. También conocida como "fruta milagrosa" o "baya mágica", es una planta frutal originaria del oeste de África que tiene la capacidad de volver la percepción de los alimentos ácidos o amargos en dulces. En el caso de los alimentos picantes intensifica el efecto de la capsaicina. 
Fue dada a conocer en Europa a comienzos del siglo XVIII, supuestamente por exploradores franceses.

## Descripción
Synsepalum dulcificum crece hasta 2 metros de altura, en climas cálidos y húmedos, de tierras bajas, sobre suelos ácidos (pH < 5,8). Su tasa de crecimiento es lenta, toma hasta 10 años en alcanzar madurez en condiciones naturales y un poco menos en cultivo. Synsepalum dulcificum tiene follaje perenne, porta flores blancas durante todo el año; al final de la temporada lluviosa (2 veces por año) produce bayas elongadas, ca. 3-4 cm de longitud, de color rojo profundo, que recuerdan a las del café. A éstas se les conoce como fruta milagrosa debido al contenido de miraculina en la pulpa, una glicoproteína que se enlaza a las papilas gustativas y enmascara completamente los sabores ácidos y amargos durante un tiempo prolongado, de entre 30 y 60 minutos. Esta propiedad le ha dado cierto prestigio culinario en Japón, Europa y EUA y ha motivado su empleo como edulcorante substituto del azúcar en alimentos dietéticos para el control de la diabetes y la obesidad.
La "fruta milagrosa" o "fruta magica" ha cobrado una gran popularidad en ciudades como Nueva York, donde se organizan "viajes de sabor" (a 15 dólares el "trip"), reuniones donde aficionados prueban diversos platillos y productos después de ingerir la "fruta milagrosa", con el fin de llevar las papilas gustativas al límite.
En Quimbaya, Quindío, Tuluá, Colombia, se realiza un tour de biodiversidad operado por la tienda de café especial café de Altura, donde además de mostrar los cultivos cafeteros, se prueban diferentes frutos tropicales exóticos, entre ellos la "fruta mágica".
Algunos bares de Nueva York han estado ofreciendo cócteles con la fruta; sin embargo, su coste pone en duda su éxito, ya que cada baya cuesta 2 dólares.
Uno de los usos prácticos que tiene la "fruta mágica" fuera del área gourmet es para hacer que las personas que se resisten al sabor de algunas medicinas logren ingerirlas con mayor facilidad.

## Taxonomía
Synsepalum dulcificum fue descrita por John Lindley   y publicado en Edwards's Botanical Register 29: Misc. 68. 1843.
Sinonimia
- Bakeriella dulcifica (Schumach. & Thonn.) Dubard
- Bumelia dulcifica Schumach. & Thonn.
- Pouteria dulcifica (Schumach. & Thonn.) Baehni
- Richardella dulcifica (Schumach. & Thonn.) Baehni
- Sideroxylon dulcificum (Schumach. & Thonn.) A.DC.
- Synsepalum glycydora Wernham[3]